# Kennebec megye
Kennebec megye az Amerikai Egyesült Államokban, azon belül Maine államban található. Megyeszékhelye és legnagyobb városa Augusta. Lakosainak száma 123 642 fő (2020. április 1.). Kennebec megye Somerset, Waldo, Sagadahoc, Franklin, Androscoggin és Lincoln megyékkel határos.

## Népesség
A megye népességének változása:
| Lakosok száma | 122 060 | 121 769 | 121 710 | 121 164 | 119 980 | 123 642 |
|               | 2010    | 2011    | 2012    | 2013    | 2015    | 2020    |